# Grand Prix Formule 1 van Australië 2003
De Grand Prix Formule 1 van Australië 2003 werd gehouden op 9 maart 2003 op Albert Park in Melbourne.

## Uitslag
| Positie | Nummer | Rijder                | Team               | Ronden | Tijd/Opgave     | Startplaats | Punten |
| ------- | ------ | --------------------- | ------------------ | ------ | --------------- | ----------- | ------ |
| 1       | 5      | David Coulthard       | McLaren - Mercedes | 58     | 1:34:42.100     | 11          | 10     |
| 2       | 3      | Juan Pablo Montoya    | Williams-BMW       | 58     | +8.675          | 3           | 8      |
| 3       | 6      | Kimi Räikkönen        | McLaren - Mercedes | 58     | +9.192          | 15          | 6      |
| 4       | 1      | Michael Schumacher    | Scuderia Ferrari   | 58     | +9.482          | 1           | 5      |
| 5       | 7      | Jarno Trulli          | Renault            | 58     | +38.801         | 12          | 4      |
| 6       | 10     | Heinz-Harald Frentzen | Sauber - Petronas  | 58     | +43.928         | 4           | 3      |
| 7       | 8      | Fernando Alonso       | Renault            | 58     | +45.074         | 10          | 2      |
| 8       | 4      | Ralf Schumacher       | Williams-BMW       | 58     | +45.745         | 9           | 1      |
| 9       | 16     | Jacques Villeneuve    | BAR-Honda          | 58     | +1:05.536       | 6           |        |
| 10      | 17     | Jenson Button         | BAR-Honda          | 58     | +1:05.974       | 8           |        |
| 11      | 19     | Jos Verstappen        | Minardi - Cosworth | 57     | +1 Ronde        | 20          |        |
| Ret     | 11     | Giancarlo Fisichella  | Jordan-Ford        | 52     | Versnellingsbak | 13          |        |
| Ret     | 15     | Antônio Pizzonia      | Jaguar Racing      | 52     | Wielophanging   | 18          |        |
| Ret     | 20     | Olivier Panis         | Toyota             | 31     | Benzinedruk     | 5           |        |
| Ret     | 9      | Nick Heidfeld         | Sauber - Petronas  | 20     | Wielophanging   | 7           |        |
| Ret     | 18     | Justin Wilson         | Minardi - Cosworth | 16     | Radiator        | 19          |        |
| Ret     | 14     | Mark Webber           | Jaguar Racing      | 15     | Wielophanging   | 14          |        |
| Ret     | 21     | Cristiano da Matta    | Toyota             | 7      | Gespind         | 16          |        |
| Ret     | 12     | Ralph Firman          | Jordan-Ford        | 6      | Ongeluk         | 17          |        |
| Ret     | 2      | Rubens Barrichello    | Scuderia Ferrari   | 5      | Ongeluk         | 2           |        |

## Wetenswaardigheden
- Laatste overwinning: David Coulthard.
- Dit was de laatste overwinning voor een Britse coureur voor drie en een half jaar, totdat Jenson Button de Grand Prix van Hongarije 2006 won.
- Deze race beëindigde een 53 races durende reeks van podiumplaatsen van Ferrari, die begon in de Grand Prix van Maleisië 1999.
- Alle vier de rookies vielen uit in deze race.

## Statistieken
| Snelste ronde | Kimi Räikkönen | McLaren - Mercedes | 1:27.724 |

## Noot
- Dit was het debuut van de Britse coureur Justin Wilson, de Braziliaanse coureurs Christiano da Matta en Antônio Pizzonia, en de Ierse coureur Ralph Firman
- Vijfde podiumplaats voor Kimi Räikkönen.

1949 · 1985 · 1986 · 1987 · 1988 · 1989 · 1990 · 1991 · 1992 · 1993 · 1994 · 1995 · 1996 · 1997 · 1998 · 1999 · 2000 · 2001 · 2002 · 2003 · 2004 · 2005 · 2006 · 2007 · 2008 · 2009 · 2010 · 2011 · 2012 · 2013 · 2014 · 2015 · 2016 · 2017 · 2018 · 2019 · 2020 · 2021 · 2022 · 2023 · 2024 · 2025